# Synagoge (Olaszliszka)

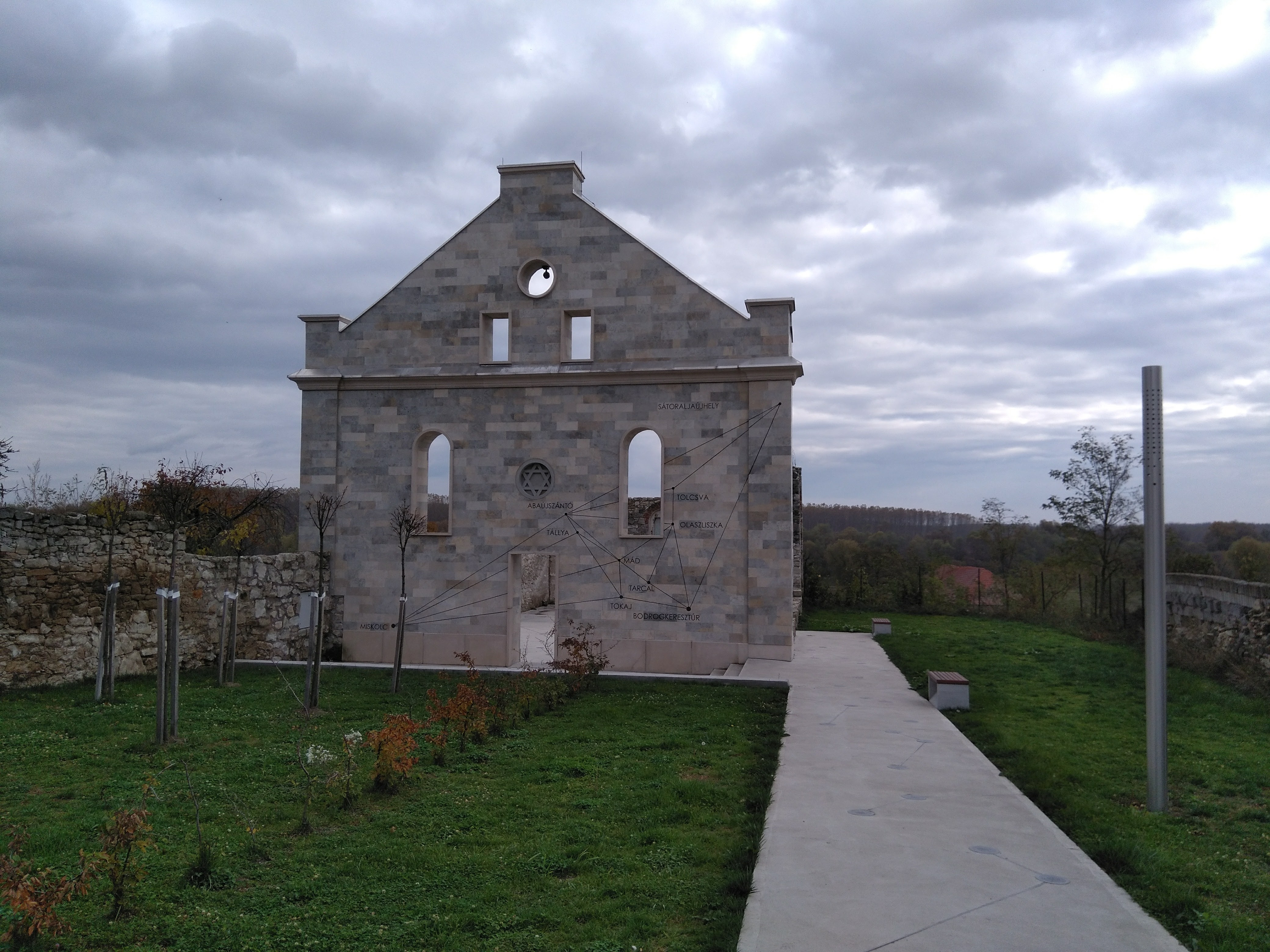
Olaszliszka, ehemalige Synagoge

Die Synagoge in Olaszliszka, einer Kleinstadt im Nordosten Ungarns, wurde in der zweiten Hälfte des 19. Jahrhunderts erbaut. Heute sind die Mauerreste eine Gedenkstätte für die ermordeten Juden.

## Geschichte
Eine erste Synagoge wurde in Olaszliszka bereits im 18. Jahrhundert erbaut. In den 1830er Jahren wurde der Ort ein Zentrum des Chassidismus in Ungarn und der Rabbi Hersch Friedmann begann 1873 mit dem Bau einer größeren Synagoge. Diese wurde 1875 eingeweiht, ein Jahr nach dem Tod von Friedmann.
Nach dem Zweiten Weltkrieg war das Gebäude zwar beschädigt, wurde aber von den überlebenden Juden noch genutzt. Erst als Mitte der 1960er Jahre die letzten Juden die Stadt verlassen hatten, verfiel sie völlig und die Steine wurden als Baumaterial verwendet. Lediglich ein Teil der Ostwand mit der Nische für den Toraschrein blieb erhalten.
2016 wurde der Platz eine Gedenkstätte; hierzu wurden eine neue Westwand und die Seitenwände in geringer Höhe neu errichtet.

## Architektur
Auf alten Bildern ist zu sehen, dass das große Gebäude nach Westen ein Giebeldach und nach Osten ein Walmdach hatte. Im Westen und an der Seite im Südwesten befanden sich Türen. An der Seite waren vier und an der Westwand zwei große Rundbogenfenster, jeweils sehr hoch gelegen.